# كريستيان دا سيلفا
كريستيان دا سيلفا (بالإسبانية: Cristian da Silva)‏ هو لاعب كرة قدم أرجنتيني، ولد في 3 فبراير 1971 في روساريو في الأرجنتين. لعب مع نيويورك ريد بولز.

## وصلات خارجية
- كريستيان دا سيلفا على موقع الدوري الأمريكي (الإنجليزية)
- كريستيان دا سيلفا على موقع قاعدة بيانات كرة القدم.إي يو (الإنجليزية)